# Olympische Sommerspiele 2024/Schwimmen – 10 km Freiwasser (Männer)
Der Freiwasserschwimmen über 10 Kilometer im Freiwasser der Männer bei den Olympischen Spielen 2024 in Paris fand am 9. August 2024 statt. Start- und Zielbereich des Wettkampfes befanden sich an der Pont Alexandre III, geschwommen wurde in der Seine. Bereits bei den vorherigen Spielen in Paris 1900 und 1924 waren diverse Wettkämpfe im Schwimmen, Segeln oder Rudern in der Seine ausgetragen worden. Titelverteidiger war Florian Wellbrock, den Wettbewerb gewann der Ungar Kristóf Rasovszky.

## Titelträger
| Olympische Spiele 2020   | Florian Wellbrock | Tokio |
| Weltmeisterschaften 2024 | Kristóf Rasovszky | Doha  |

## Qualifikation
Die drei besten Athleten der Weltmeisterschaften 2023 qualifizieren sich direkt für Paris. Hinzu kommen die 13 besten, noch nicht qualifizierten Schwimmer der Weltmeisterschaften 2024. Bei diesen Wettkämpfen in Doha qualifiziert sich zudem der beste Athlet jedes Kontinents, aus deren Nation sich noch kein Schwimmer qualifiziert hat. Zusätzlich dürfen Schwimmer, die im Becken die Olympische Normzeit (OQT) über 800 Meter oder 1500 Meter Freistil geschwommen sind und nominiert wurden, auch im Freiwasser an den Start gehen. Pro Nation dürfen maximal zwei Athleten teilnehmen.

## Ergebnis
| Platz | Athlet               | Nation             | Zeit (h)  | Rückstand     |
| ----- | -------------------- | ------------------ | --------- | ------------- |
| 01    | Kristóf Rasovszky    | Ungarn             | 1:50:52,7 |               |
| 02    | Oliver Klemet        | Deutschland        | 1:50:54,8 | + 2,1 s       |
| 03    | David Betlehem       | Ungarn             | 1:51:09,0 | + 16,3 s      |
| 04    | Domenico Acerenza    | Italien            | 1:51:09,6 | + 16,9 s      |
| 05    | Logan Fontaine       | Frankreich         | 1:51:47,9 | + 55,2 s      |
| 06    | Hector Pardoe        | Großbritannien     | 1:51:50,8 | + 58,1 s      |
| 07    | Marc-Antoine Olivier | Frankreich         | 1:51:50,9 | + 58,2 s      |
| 08    | Florian Wellbrock    | Deutschland        | 1:51:54,4 | + 1:01,7 min  |
| 09    | Gregorio Paltrinieri | Italien            | 1:51:58,0 | + 1:05,3 min  |
| 10    | Athanasios Kynigakis | Griechenland       | 1:52:37,7 | + 1:44,5 min  |
| 11    | Nicholas Sloman      | Australien         | 1:56:24,4 | + 5:31,7 min  |
| 12    | Paulo Strehlke       | Mexiko             | 1:56:28,4 | + 5:35,7 min  |
| 13    | Kyle Lee             | Australien         | 1:56:42,5 | + 5:49,8 min  |
| 14    | Tobias Robinson      | Großbritannien     | 1:56:43,0 | + 5:50,3 min  |
| 15    | Taishin Minamide     | Japan              | 1:56:57:3 | + 6:04,6 min  |
| 16    | Matan Roditi         | Israel             | 1:57:02,3 | + 6:09,6 min  |
| 17    | David Farinango      | Ecuador            | 1:57:08,6 | + 6:15,9 min  |
| 18    | Daniel Wiffen        | Irland             | 1:57:20,1 | + 6:27,4 min  |
| 19    | Ivan Puskovitch      | Vereinigte Staaten | 1:57:52,5 | + 6:59,8 min  |
| 20    | Martin Straka        | Tschechien         | 1:57:52,9 | + 7:00,2 min  |
| 21    | Jan Hercog           | Österreich         | 2:01:03,8 | + 10:11,1 min |
| 22    | Piotr Woźniak        | Polen              | 2:02:38,6 | + 11:45,9 min |
| 23    | Kuzey Tunçelli       | Türkei             | 2:02:58,1 | + 12:05,4 min |
| 24    | Felix Auböck         | Österreich         | 2:03:00,5 | + 12:07,8 min |
| 25    | Henrik Christiansen  | Norwegen           | 2:03:38,2 | + 12:45,5 min |
|       | Guilherme Costa      | Brasilien          | DNF       |               |
|       | Carlos Garach        | Spanien            | DNF       |               |
|       | Phillip Seidler      | Namibia            | DNF       |               |
|       | Emir Batur Albayrak  | Türkei             | DNF       |               |
|       | Victor Johansson     | Schweden           | DNF       |               |
|       | Ahmed Jaouadi        | Tunesien           | DNF       |               |